# Hubice
Hubice (bis 1948 slowakisch „Gomba“; ungarisch Nemesgomba – bis 1907 Gomba) ist eine Gemeinde im Südwesten der Slowakei mit 656 Einwohnern (Stand 31. Dezember 2024). Sie gehört zum Okres Dunajská Streda, einem Teil des Trnavský kraj.

## Geographie
Die Gemeinde befindet sich im westlichen Teil der Großen Schüttinsel, einem Teil des slowakischen Donautieflands. Das Ortszentrum liegt auf einer Höhe von 124 m n.m. und ist zehn Kilometer von Šamorín, 23 Kilometer von Dunajská Streda sowie 28 Kilometer von Bratislava entfernt.
Nachbargemeinden sind Zlaté Klasy im Norden, Čenkovce im Nordosten, Oľdza im Osten, Mierovo im Süden, Štvrtok na Ostrove im Westen und Čakany im Nordwesten. 

## Geschichte

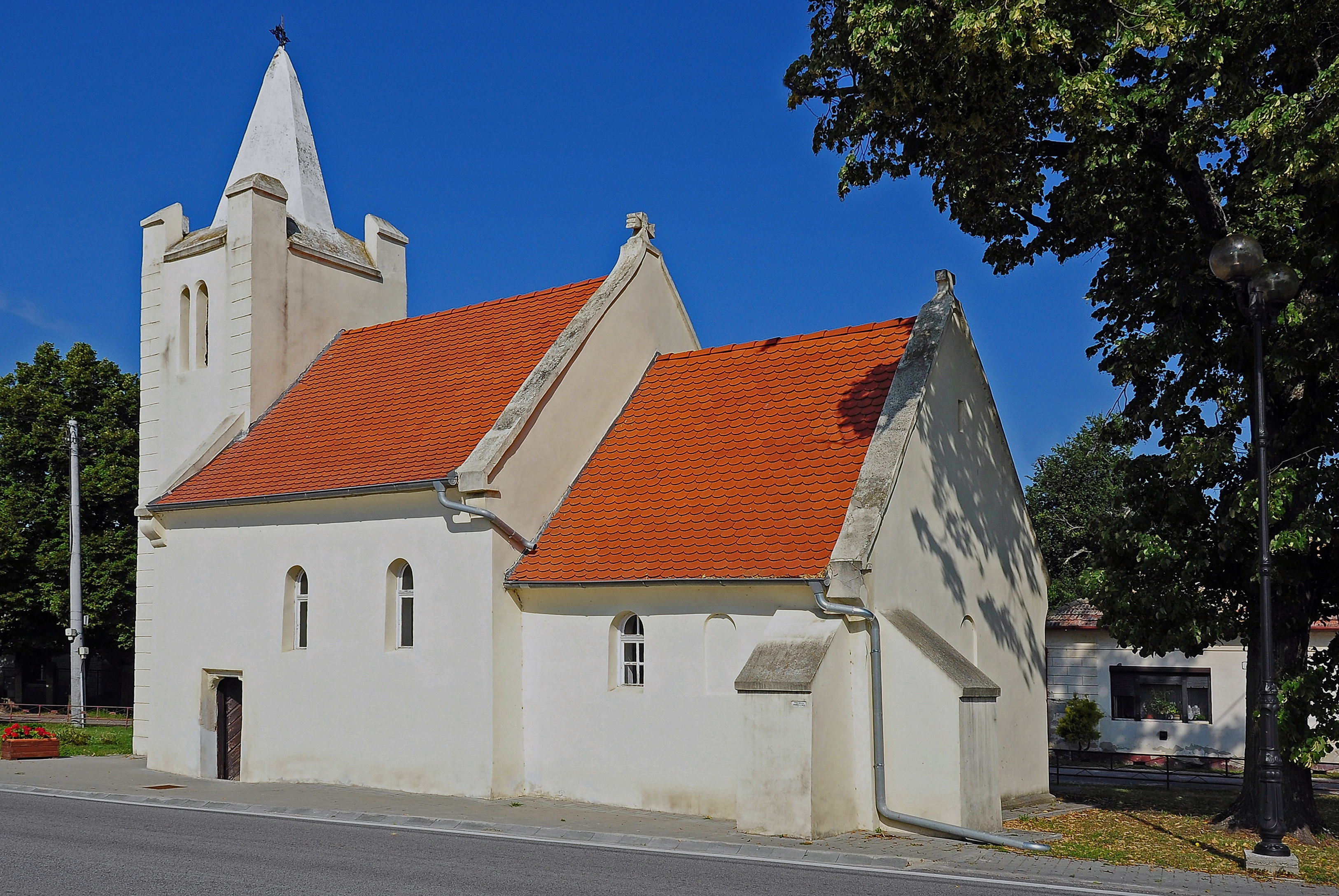
Mariä-Heimsuchung-Kirche

Hubice wurde zum ersten Mal 1293 als Gumba schriftlich erwähnt. Ein Teil des Dorfes gehörte dem örtlichen Geschlecht Gombay, der andere war zwischen mehreren Angehörigen des niederen Adels aufgeteilt. 1553 gab es im Dorf sieben Porta, im selben Jahr hatten die Geschlechter Aranyos, Csorba, Zomor, Molnár, Beely Güter im Ort. Von 1666 bis zum Tod des Graner Erzbischofs György Szelepcsényi im Jahr 1685 bestand hier eine Leinenmanufaktur. 1828 zählte man 28 Häuser und 197 Einwohner. Als Rudolf Wiener-Welten im späten 19. Jahrhundert Gutsherr war, ließ er ein Gestüt errichten.
Bis 1919 gehörte der im Komitat Pressburg liegende Ort zum Königreich Ungarn und kam danach zur Tschechoslowakei beziehungsweise heute Slowakei. 1938–45 lag er aufgrund des Ersten Wiener Schiedsspruchs noch einmal in Ungarn.
1948 bekam der Ort seinen heutigen Namen; sprachlich gesehen ist der slowakische Name die Übersetzung des ungarischen Worts gomba (deutsch Pilz, slowakisch huba).

## Bevölkerung
| Jahr                | 1994 | 2004    | 2014     | 2024     |
| ------------------- | ---- | ------- | -------- | -------- |
| Anzahl der Personen | 504  | 510     | 576      | 656      |
| Unterschied         |      | +1,19 % | +12,94 % | +13,88 % |

| Jahr                | 2023 | 2024    |
| ------------------- | ---- | ------- |
| Anzahl der Personen | 649  | 656     |
| Unterschied         |      | +1,07 % |

Nach der Volkszählung 2011 wohnten in Hubice 559 Einwohner, davon 389 Magyaren, 167 Slowaken und zwei Tschechen. Ein Einwohner machte keine Angabe. 488 Einwohner bekannten sich zur römisch-katholischen Kirche und elf Einwohner zur evangelischen Kirche A. B.; ein Einwohner bekannte sich zu einer anderen Konfession. 47 Einwohner waren konfessionslos und bei 12 Einwohnern wurde die Konfession nicht ermittelt.

## Sehenswürdigkeiten

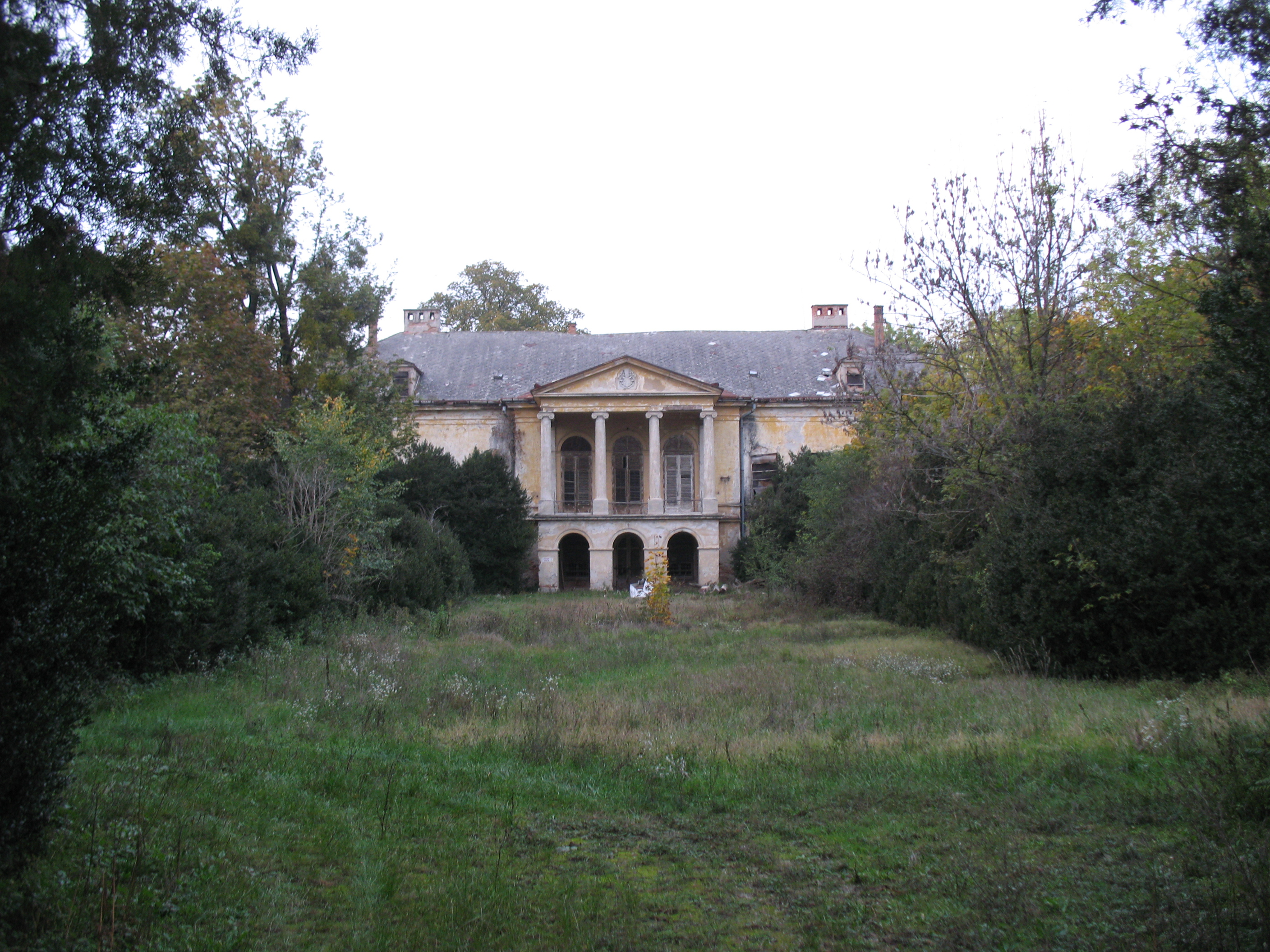
Frontansicht des Großen Landschlosses

- römisch-katholische Mariä-Heimsuchung-Kirche, ursprünglich romanisch im 13. Jahrhundert errichtet, 1449 gotisch und schließlich im 17. Jahrhundert barock gestaltet
- Landschloss im klassizistischen Stil aus dem Jahr 1830, örtlich auch als großes Landschloss bekannt, gebaut an der Stelle eines älteren Gebäudes, wo unter anderem im 17. Jahrhundert eine Leinenmanufaktur bestand. Vom späten 19. Jahrhundert bis 1948 wohnte hier die Familie des Ritters Rudolf Wiener-Welten. Heute ist das Landschloss im verfallenden Zustand.
- sogenanntes kleines Landschloss im klassizistischen Stil aus dem ersten Drittel des 19. Jahrhunderts, das durch Umbau eines Pferdestalls entstand. Neben den zwei Landschlössern wurde in den 1880er Jahren ein 40 ha großer Park angelegt.